# Albrecht Roser
Albrecht Roser (* 21. Mai 1922 in Friedrichshafen; † 17. April 2011 in Stuttgart) war ein deutscher Puppenspieler, Träger des Bundesverdienstkreuzes und der Verdienstmedaille des Landes Baden-Württemberg.

## Leben
Albrecht Roser wurde in der Technik des Marionettenbauens von Fritz Herbert Bross ausgebildet. 1951 setzte er seine erste Marionette, den später berühmten „Gustaf“ in Szene. Bekannt wurde er in der Folge durch seine Szenenfolge mit Marionetten Gustaf und sein Ensemble und im Fernsehen mit der Oma aus Stuttgart. Ab 1983 baute er die Figurentheaterschule Stuttgart an der Staatlichen Hochschule für Musik und Darstellende Kunst in Stuttgart auf, an der er von 1983 bis 1991 als Professor lehrte. 
Roser arbeitete lange für das deutsche Fernsehen und schuf dort gemeinsam mit anderen unter anderem die TV-Klassiker Telemekel und Teleminchen (SDR 1963–1970), Der starke Wanja (SDR 1966/67), nach einem Drehbuch von Otfried Preußler, Das kleine Gespenst nach dem Kinderbuch von Otfried Preußler (SDR 1969) und Robbi, Tobbi und das Fliewatüüt (WDR 1973). Die Figuren des kleinen Gespenstes sind in der Dauerausstellung des StadtPalais - Museum für Stuttgart zu sehen. Die Figuren zu Letzterem sowie das vom WDR gebaute legendäre Fliewatüüt befinden sich, neben weiteren Figuren Rosers, im Museum für Puppentheaterkultur in Bad Kreuznach, das ihm als „Grandseigneur des deutschen Puppenspiels“ im Herbst 2007 eine Sonderausstellung über sein Lebenswerk widmete.
Albrecht Roser heiratete am 18. September 1953 in München die Kinderbuch-Autorin Wiltrud Gebhardt.

## Ehrungen
- 1982: Bundesverdienstkreuz am Bande
- 1993: Verdienstmedaille des Landes Baden-Württemberg
- 2001: Obraztsov-Preis des Puppentheaters Moskau